# Arsamòsata
Arsamòsata (en grec antic Ἀρσαμόσατα, en armeni Արշամշատ, Aršamšat, Ašmušat, Šimšat) va ser una ciutat d'Armènia a la Sofene, vora el riu Eufrates, de fet a la branca mare sud de l'alt Eufrates, l'Arzànies (Arsanias) o Murat Suyu. Hauria estat fundada pel rei oròntida Arsames d'Armènia al segle iii aC. Era la residència reial dels oròntides. El nom era persa, i significava 'l'alegria d'Arsames'. Va ser destruïda i abandonada al segle i aC.
A la primavera de l'any 212 aC, el rei selèucida Antíoc III hi va assetjar al rei Xerxes d'Armènia. Va ser restaurada a l'època de l'Imperi Romà i portava el nom d'Armosota (Ἀρμόσοτα). Va ser després una possessió persa fins al 591, any en què va retornar a l'Imperi Romà i, amb la seva comarca, l'Anzitene i l'Astiatene, es va crear una nova província anomenada Armènia Quarta. Va caure en poder dels musulmans i els romans d'Orient la van assetjar el 837. El 938 consta en mans de l'hamdànida Sayf al-Dawla que s'hi va replegar davant l'atac de l'Imperi Romà d'Orient que la va recuperar i es va convertir en la capital del Tema de Bassèn cap a l'any 935.
Al segle xiii estava en ruïnes. Ritter la identifica amb Kharput (Elazığ) i D'Anville considera que abans era Tigranocerta. Avui dia està en gran part submergida per les aigües de la presa de Keban.